# Режомон (Жер)
Режомо́н (фр. Réjaumont) — коммуна во Франции, находится в регионе Юг — Пиренеи. Департамент — Жер. Входит в состав кантона Флёранс. Округ коммуны — Кондом.
Код INSEE коммуны — 32341.

## География

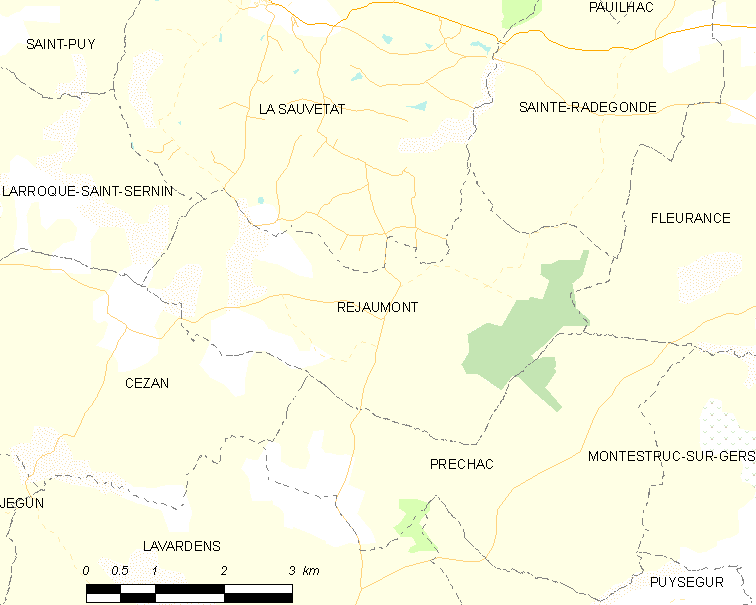
Карта коммуны

Коммуна расположена приблизительно в 580 км к югу от Парижа, в 80 км западнее Тулузы, в 19 км к северу от Оша.
На юго-востоке коммуны протекает река Ус.

## Климат
Климат умеренно-океанический. Лето жаркое и немного дождливое, температура часто превышает 35 °С. Зимой часто бывает отрицательная температура и ночные заморозки. Годовое количество осадков — 700—900 мм.

## Население
Население коммуны на 2010 год составляло 208 человек.
| 1962 | 1968 | 1975 | 1982 | 1990 | 1999 | 2010 |
| ---- | ---- | ---- | ---- | ---- | ---- | ---- |
| 265  | 204  | 200  | 185  | 183  | 175  | 208  |

## Администрация
| Период | Период | Фамилия          | Партия | Примечания |
| ------ | ------ | ---------------- | ------ | ---------- |
| 2001   | 2008   | Ален Ренодо      |        |            |
| 2008   | 2020   | Патрисия Пайарес |        |            |

## Экономика
В 2010 году среди 130 человек трудоспособного возраста (15-64 лет) 100 были экономически активными, 30 — неактивными (показатель активности — 76,9 %, в 1999 году было 76,4 %). Из 100 активных жителей работали 96 человек (47 мужчин и 49 женщин), безработных было 4 (3 мужчин и 1 женщина). Среди 30 неактивных 5 человек были учениками или студентами, 19 — пенсионерами, 6 были неактивными по другим причинам.